# Dusfort
Dusfort (també anomenat Durfort) és una entitat de població i cap de municipi de Calonge de Segarra, a la comarca de l'Anoia.
Està situat a dos quilòmetres al nord-oest del municipi de Calaf. L'any 2006 tenia 26 habitants censats. Va ser municipi independent fins al segle xix.

## Llocs d'interès
- Església de Santa Maria, d'origen romànic, està situada sobre el turó que domina el poble.
- Castell de Dusfort. Està situat al nord del nucli de Dusfort, en la part més alta. Possiblement aquest edifici hagués format part de l'antic castell de Dusfort. Conserva elements que ens indicarien aquesta possibilitat, com algun trams del parament sud sembla aprofitar part d'una antiga muralla o edificació primitiva. Un altre factor, és la seva situació situada a la part més alta del nucli de Dusfort.Presenta una planta rectangular de forma irregular. Consta de planta baixa, dues plantes de pis i golfes. Els murs estan fets amb carreus de pedra irregular en filades horitzontals. La coberta és a una vessant (sud) amb teula àrab. La façana d'ingrés s'orienta a l'est, i presenta un portal adovellat de mig punt. A la resta de façanes cal remarcar algunes finestres amb ampit de rajol pronunciat. A la façana sud, l'estructura del parament amb diferents continuïtats, ens podria indicar que l'edifici es podria haver construït sobre una estructura més antiga, ja fos l'antic castell o part de la muralla medieval. En les edificacions annexes que hi trobem davant de la façana d'accés, cal destacar-hi el cup de vi a l'interior. En un nivell inferior al cos del cup, s'hi observen dues obertures circulars al paviment que podrien estar vinculades al cup. Segurament estaven a l'interior d'una edificació que no es conserva actualment. Davant de l'entrada s'hi observa també un pou quadrat.[1]